# Eriococcus cavellii
Eriococcus cavellii är en insektsart som först beskrevs av William Miles Maskell 1890.  Eriococcus cavellii ingår i släktet Eriococcus och familjen filtsköldlöss. Inga underarter finns listade i Catalogue of Life.